# Baeopogon clamans
Baeopogon clamans — вид птиц из семейства бюльбюлевых. Подвидов не выделяют.

## Распространение
Обитают в западной и центральной части Африки. Живут в лесах.

## Описание
Длина тела 19 см. Зелёный бюльбюль среднего размера с заметными белыми перьями на внешней стороне хвоста. Лоб серо-оливковый, макушка до шеи оливково-зелёная с узкой более тёмной бахромой (похожей на чешуйки). Верхняя сторона тела, включая крылья, ярко-желтовато-зелёная. Подбородок и верхняя часть горла серые, нижняя часть горла и стороны шеи охристые (иногда этот цвет распространяется вверх по верхней части горла). Грудка и верх живота серовато-охристые, размытые желтоватые, бока серо-оливковые, нижняя часть живота и подхвостье густо-охристые. Радужная оболочка тёмно-красновато-коричневая или тускло-красная. Клюв чёрный или темно-серый, режущие кромки и кончик светлее.
Отличаются от Baeopogon indicator контрастирующим с грудкой цветом горла, охристой (не серой) грудкой, без тёмных кончиков на белых наружных перьях хвоста, тёмными глазами. Представители полов выглядят одинаково, самки в среднем мельче самцов. Молодые особи тусклее взрослых, охристые участки у них бледнее.

## Биология
Питаются ягодами и фруктами (в том числе Heisteria и Musanga), а также насекомыми. Из числа последних в рацион входят бабочки и гусеницы (Lepidoptera), но особенно охотно птицы употребляются в птицу неполовозрелые стадии маленькой чёрной осы Polybioides melaina и других перепончатокрылых; молодые особи питаются исключительно личинками, куколками насекомых и воском из их гнёзд. Встречается поодиночке, парами или небольшими группами, иногда присоединяется к смешанным стаям кормящихся птиц разных видов. Разрывают гнезда перепончатокрылых, чтобы достать содержимое.